# Programowanie neurolingwistyczne
Ten artykuł opisuje teorie, metody lub czynności niezgodne ze współczesną wiedzą medyczną.
Programowanie neurolingwistyczne (NLP) – uporządkowany zbiór technik komunikacji oraz metod pracy z wyobrażeniami, nastawionych na tworzenie i modyfikowanie wzorców postrzegania i myślenia u ludzi.
Nazwa została wymyślona przez twórców NLP, Johna Grindera i Richarda Bandlera, aby podkreślić postulowane powiązanie między procesami neurologicznymi (neuro), językiem (lingwistyczne) i wzorcami zachowań, którymi ludzie się kierują (programowanie).
NLP było pierwotnie promowane przez Bandlera i Grindera w latach 70. jako niezwykle efektywna i szybka forma psychoterapii oraz sztuka doskonalenia.
W środowiskach naukowych NLP nie uzyskało do dzisiaj poparcia i jest przedmiotem ostrej krytyki, gdyż wiele postulowanych założeń nie zyskuje potwierdzenia w badaniach i doświadczeniach, co stawia NLP w gronie pseudonauki lub paranauki. W ciągu ostatnich lat pojawiają się prace naukowe w większości anglojęzyczne zbierające i testujące zastosowanie metod np. w leczeniu PTSD Wskazują na istnienie potrzeby przeprowadzania większej liczby dobrze kontrolowanych, randomizowanych badań klinicznych.
Najczęściej NLP pojawia się w szkoleniach z metod służących rozwojowi samomotywacji, zdolności negocjacyjnych, umiejętności uwodzenia czy prowadzenia kampanii wyborczych.

## Historia
NLP zostało zapoczątkowane przez Richarda Bandlera, który spisując nagrane sesje terapii Gestalt prowadzonej przez Fritza Perlsa, odkrył, że akceptacja sugestii Perlsa zależała od obecności w jego wypowiedziach konkretnych słów i fraz. Bandler zainteresował tym odkryciem lingwistę Johna Grindera, wspólnie z którym stworzyli model mający opisywać tę zależność. Przetestowali ten model następnie na sesjach terapeutycznych Virginii Satir.
Swoje prace opisali w książce The Structure of Magic w 1975 roku. Główna teza tej książki mówiła, że jest możliwe przeanalizowanie i sformalizowanie metodyki Satir i Perlsa. Ich praca zwróciła uwagę brytyjskiego antropologa Gregory’ego Batesona, który napisał wstęp do książki i zainicjował ich współpracę z Miltonem Ericksonem, amerykańskim psychiatrą znanym z niekonwencjonalnego podejścia do terapii.
Grinder i Bandler wkrótce potem zrezygnowali z pracy akademickiej na rzecz pisania książek popularnych i prowadzenia warsztatów. Ich książka Frogs into Princes sprzedała się w ponad 270 000 egzemplarzy.
W kolejnych latach NLP zdobywało coraz większą popularność i stało się obiektem badań naukowych. W ich wyniku zakwestionowano założenia i skuteczność metod NLP.
Od tego czasu NLP jest uznawane za nienaukowe przez środowiska akademickie i medyczne. Sprawą dyskusyjną pozostaje, czy NLP to paranauka czy pseudonauka.
Bandler i Grinder zakończyli współpracę w latach 80. i przez kolejne lata niezależnie rozwijali NLP z innymi autorami. W 1996 roku Bandler złożył pozew przeciwko Grinderowi, domagając się uznania wyłączności jego praw autorskich do NLP.
Proces zakończył się w 2001 roku porozumieniem, zgodnie z którym Bandler i Grinder są uznawani za współtwórców NLP.
Z upływem czasu NLP było rozwijane przez wielu praktyków niezależnie i powstało wiele ośrodków certyfikujących znajomość technik NLP.
Większość NLP opiera się na prywatnych, niezależnych praktykach,
a ich standardy i jakość mogą się znacznie różnić.

## Metody NLP
Niektóre metody NLP:
- Modelowanie, czyli badanie zachowań, przekonań i wartości osoby w powiązaniu do danej jej cechy lub działania, którego właściwości chcielibyśmy przejąć. Badania nie potwierdziły skuteczności modelowania[potrzebny przypis]
- Kotwiczenie – stwarzanie odruchowych emocjonalnych powiązań przyczynowo-skutkowych z bodźcem. Bodźcem może być dotyk, obraz, dźwięk itp. Jest to w zasadzie inna nazwa warunkowania.
- Metafory pozwalające spojrzeć na rzeczywistość z innego punktu widzenia.
- Trans, zjawisko zbliżone do hipnozy.
- Linia czasu – linia, na której umysł człowieka organizuje w przestrzeni przeszłość oraz przyszłość. Z Linii Czasu korzysta wiele technik, takich jak zmiana historii osobistej, wzmacnianie zasobów, projektowanie przyszłości, future-pacing i inne, które dzięki zmienianiu subiektywnego odczucia czasu, pozwalają dotrzeć do swoich osobistych zasobów (doświadczeń i stanów emocjonalnych) oraz przenieść je w przyszłość.
- Swish pattern – metoda tworzenia skojarzeń pomiędzy sytuacją odbieraną negatywnie a sytuacją, w której ma się poczucie komfortu za pomocą szybkiego przeskakiwania w myślach pomiędzy wyobrażeniami tych dwóch sytuacji.
- Techniki leczenia fobii opierające się na tzw. podwójnej dysocjacji.
- Przeramowanie (ang. reframing) – taka zmiana kontekstu wypowiedzi, która nie zmieniając jej logicznej treści, zmienia wypływające z niej wnioski.

## Krytyka NLP
NLP zarzuca się m.in.:
- Manipulacja. NLP z zasady próbuje zmienić przekonania człowieka o jego przeszłości i otaczającym świecie. Może to zostać wykorzystane w celach terapeutycznych, może też służyć manipulacji psychologicznej. Model Miltona na przykład jest wszechobecny w języku reklamowym. Elementy NLP wykorzystują też korporacje, przedsiębiorstwa i firmy reklamowe[18].
- Tandeta perswazyjna. Bezkrytyczne stosowanie wzorców językowych nieumiejętnie przeniesionych z języka angielskiego (nieprzetłumaczalność w tłumaczeniu) powoduje zjawisko znane szerzej jako tzw. tandeta perswazyjna[19].
- Jest nieweryfikowalna. Istnieją tylko anegdotyczne przykłady skuteczności. A za dowody często podawane są dane, które nie są wynikami prac opartych na NLP, lecz uzyskane były metodami naukowymi, które neurolingwistyka sobie przypisuje, np. teorie oddziaływań społecznych przedstawiane są na szkoleniach bez wyraźnego zaznaczenia, iż nie są to elementy NLP, lecz naukowo udowodnione elementy psychologii i socjologii, których inne twierdzenia niejednokrotnie stoją w sprzeczności z NLP.
- Może być niebezpieczna dla klientów. Podobnie jak inne pozanaukowe metody i techniki rozwoju mogą powodować mylne wyobrażenia o sobie, co przeszkadza w poszukiwaniu prawdziwej pomocy psychologicznej[20].
- Brak podstaw naukowych. Większości trenerów oraz osób zajmujących się czynnym propagowaniem i nauczaniem NLP zarzuca się brak wiedzy naukowej z zakresu lingwistyki, psychologii czy medycyny. Posługują się oni pojęciami naukowymi w sposób potoczny. Metody oparte są na nieprawdziwych danych i naukowych mitach nie mających potwierdzenia w faktach, jak np. niewielki procent wykorzystywanego mózgu czy możliwość programowania neuronów za pomocą mowy.
- Brak skuteczności. NLP zarzuca się nienaukowe, nieskuteczne struktury językowe[21][22].